# 庶務二課
《庶務二課》，是日本富士電視台播放由江角真紀子主演的電視劇系列，由原著安田弘之同名漫畫作品《庶務二課》改編，於1998年開始播映，同年也改編為電影搬上大螢幕，由高島禮子？主演。本篇只介紹電視版。

## 概略
從前，東京都內的大型商務公司「滿帆商事株式會社」（在FINAL第2集中曾改名「George&Smith 滿帆公司」）中，有一個被稱呼為「女職員的墳場」、「公司的垃圾堆」的單位－隸屬總務部的庶務二課。課內的6名女職員，各有喜好，我行我素，在大姐頭坪井千夏帶領下，多次化解公司危機。隨著大姐頭坪井千夏離開公司後，庶務二課隨之裁撤成為歷史。
10年後，因持續的經濟不景氣，滿帆商事陷入了經營危機。大姐頭坪井千夏因為某個原因突然回到公司，公司上下一陣錯愕……原來是庶務二課又再度復編了！這次大姐頭即將帶領全新一批狠角色女職員，替公司度過最艱困的經營危機！

## 播放概要
電視劇是從1998年4月15日開始。播放剛開始就獲得高收視率，也成為觀眾討論話題。同年的10月7日播放2小時的第一季特別篇，第二季特別篇則在2000年的1月2日作為「新年特別電視劇」而播放。同年4月12日播放電視劇第二季，2002年7月3日播出最後的第三季（節目標題「FINAL」）。第三季特別篇在2003年的1月1日作為「FOREVER」播放。每一季最終回都有延長15分鐘。
相隔10年，第四季在2013年的7月10日作為「2013」播放。第一回延長15分鐘。
此系列電視劇已成為江角真紀子的代表作品。寶生舞、京野琴美、櫻井淳子、戶田惠子、高橋由美子與戶田菜穗也因為這個系列電視劇而知名度大增。

## 海外播出
- 香港：亚洲電視、鳳凰衛視中文台
- 台灣：中視、JET日本台、緯來日本台、緯來綜合台。中視於《富士連線》時段首播，首播時片名為《庶務女郎》；緯來電視網重播時更名為《庶務二課》。
- 中國大陸：2009年中國中央電視台電視劇頻道（CCTV-8）引進全系列，2009年6月起每晚《海外劇場》配音播出，片名翻譯為《總務二科》。
- 新加坡：新传媒8频道

## 登場人物

### 滿帆商事

#### 總務部庶務二課
俗稱「庶務二」（這也是原作和電視劇的標題由來）。公司內被降職的職員調任的部門，負責處理公司所有雜務工作：更換日光燈、補充廁所衛生紙、收發郵件和印製名片、承辦公司內部各種活動……等。辦公室位置是地下室的原來堆放備用品的倉庫。人事部長為了節約人事費，也為了能讓自己升官，處心積慮策劃解散庶務二課。

##### 第一季－FOREVER
電視劇的劇情中，並沒有提到塚原、丸橋以外成員的過去的分派的地點和被送到庶務二課的理由。丸橋梅（寶生舞飾演）是從第1季的第3集才登場。
庶務二課到特別篇第2集～第2季第1回開頭課長尋找成員時，成員從事的職業：千夏－漁夫，梅－快餐店的店員，佐和子－工地的交通管理員，佳奈－園藝設計師，德永－高爾夫球的球童，日向－新娘婚紗沙龍的顧問。而在FINAL最後一集中，以前川社長的好友身分代理社長職務的富田明，也曾經進行人事布局，將千夏歸在秘書課、梅歸在人事部、佐和子歸在警備課、佳奈歸在海外事業部、梓歸在餐廳、理繪轉為總機小姐，井上課長被轉調至營業課。
除了已經引退的寶生舞（飾演丸橋梅）之外，原庶務二課的成員都有在第四季「庶務二課2013」第一集客串演出（只有梅以照片方式出現）。
坪井千夏（江角真紀子飾演）（香港有線電視配音：方淑儀；亞洲電視配音：黃玉娟）
在庶務二課坐第1號（右前）座位（第四季時座位雖同屬右前，但因編劇將全場座位編排左右對掉，使之僅成為第2號座位），庶務二課的大姐頭。當初進公司被分配到宣傳部，不過協調性是零。雖然會私自使用公司經費，但是因為能力很強，不久就受到重用，結果因用暴力對付當時性騷擾她的部長，被下放到庶務二課。天生愛損人加上自我本位的個性，反而在庶務二課如魚得水。她的學經歷、私生活等全部不明，除了同在庶務二課的丸橋梅是小學同學兼童年玩伴之外，唯一可知的就是她為新潟縣出身。對於庶務二課的成員，對年長的徳永會省略尊稱，但是對宮下佳奈會稱呼她「佳奈小姐」。下班後每晚都會去喝酒還續攤，導致上班時宿醉狀態，不過接近下班時間又會變得很有精神。秘書課的杉田美園是她的死對頭，每次在公司內遇到的時候，都會互相鬥嘴酸人（其實雙方都很欣賞對方，甚至有好幾次幫助杉田渡過危機）。在FINAL第1回與大富翁名門子弟結婚，不過，因為把結婚戒指拿去當舖典當的事被丈夫發現，兩人因此離婚。雖然五音不全且不擅長打保齡球，但對此不僅毫無自覺還自我感覺良好。髮型是一貫的長髮，髮色從第一季－特別2的黑髮，變成第二季以後的茶色頭髮。
第四季中提到她離職後跟前同事們借錢以開展事業，本來打算在美國國賭場豪賭籌措資金卻功虧一簣，又陸續在數個國家失利連連，幾經曲折後在印度賣咖哩烏龍麵終獲成功而被S&M公司挖角，回到滿帆商事準備接下經營企劃室室長一職；不過被寺崎、前川等人揭發後升任失敗，調回庶務二課。
主張「女人的價值，取決於男人的多寡」。
電視劇中的角色造型亦有被其他節目參考，如小魔女Doremi中關老師的造型就是取自於坪井千夏。
丸橋梅（寶生舞飾演）（香港有線電視配音：張雪儀；亞洲電視配音：程文意）
在庶務二課坐在第5號（右下）的座位(本來是貓的座位，後來千夏曾決定讓佐和子坐，貓咪就給課長管)，原本千夏要給予安排座位，但因為梅與千夏是小學同學，知道不少千夏的糗事（例如「愛哭鬼小千」、「屁屁小千」等綽號的由來），所以千夏一開始不敢對她怎樣。與塚原佐和子同期進入公司，一直希望分配到海外事業部，在公司的錄用筆試是歷代首位的100分滿分，但是面試卻是最差的15分的緣故，被分配到會計課。在那裡她計畫轉調海外事業部，以公司10年收支計算做為基礎建立「經費削減計劃」10％企劃，但是被庶務二課以收回衛生紙方法抵制，導致社長上廁所時卻沒有衛生紙可用，因此大為震怒。結果以失敗收場，被公司追究責任歸屬後送到庶務二課。大學時代取得實用英語技能檢定1級及另外23種的資格，會阿拉伯語等10國語言（FINAL系列增加到15國語言，第16國語言在學習印尼語。（第1季第11回）因為會阿拉伯語而調往期望的海外事業部，但是調動後2、3天後又自己返回庶務二課。向上爬的精神相當強，將來希望成為擔任滿帆首位女性重要職位，培育滿帆商事為超第一流的商事公司，成為LIFE雜誌的封面為目標。辭職後移居察哈爾公國並於石油公司就職。
另外，是六人中每季髮型都有變化的，依序為短髮（第一季·特別1）→長髮（特別2）→髮髻（第二季為包頭）→馬尾（FINAL為單邊）→馬尾（FOREVER為兩邊）。另外，在第一季、第二季中只有在公司才會戴眼鏡，之後的FINAL與前兩季一樣都只在公司戴眼鏡。不過之後在公司裏面，偶爾也有沒戴眼鏡的時候。
塚原佐和子（京野琴美飾演）（香港有線電視及亞洲電視配音：王夢華）
在庶務二課坐在最後一名（左下）的座位，成員中年紀最小。進公司當初被分配到營業三課，因為跟上司的婚外情（其實並沒有），對方的夫人發現後跑到公司大鬧，被降職庶務二課。性格單純認真，工作能力很差。在庶務二課，是價值觀最正經的人，與井上課長並列不抵抗和平主義者。對海外事業部的頂尖精英右京友弘寄予著感情，FOREVER篇正式交往。在庶務二課的成員中唯一的處女。福島縣東白川郡鮫川村出身。全劇髮型變化為中短髮（第一季、第二季）→長馬尾髮（FINAL－FOREVER）。
宮下佳奈（櫻井淳子飾演）（香港有線電視配音：張雪儀；亞洲電視配音：吳小藝）
在庶務二課坐在第2號（左前）的座位，公司內部第一魔性女。神秘的微笑是她的必殺技。進公司前的經歷、學歷全部不明，疑似是千金大小姐。進公司當初被分配到營業部，剛被分配營業部的男性職員全成為她的俘虜，因此她的業績極佳。但是因此發生對方向公司舉發她的內幕，因此被放到庶務二課。在庶務二課中連千夏也稱呼她「佳奈小姐」。從進公司以來就是早坂社長、川崎專務及鹿島常務的情人，已故的滿帆商事會長的第10號的情人也有傳言，滿帆商事重要職位陣容被稱呼為別名「宮下團隊」。口頭禪「嗯～」。辭職後轉業到化妝品製造廠，以獨立品牌作為目標，在各公司大人物之間奔走籌措開業資金。全劇髮型為中短髮，是六人之中唯一沒有過變化的。在第二季之後與繪理的中長髮很像。
生日是1972年5月10日，社長室金庫的密碼是以她的生日來設定的。
德永梓（戶田惠子飾演）（香港亞洲電視配音：譚淑英）
在庶務二課坐在第3號（右中）的座位，消息通兼專業買家。進公司當初被分配到會計課，因為愛好股票買賣，隨意地買賣了公司的持有的股票，因此被調到庶務二課。公司本來是要解僱她，不過交易的結果，公司反而因此賺了錢，立大功的她將功贖過，只被調到庶務二課。喜歡存錢，工作中也精於理財。在午休的會議室，對女性職員召開「會員制名牌品拍賣」（年會費1000日元，展出商品的名牌都便宜行情的30%）。第1季時單身，在第4季時，成為庶務二課唯一的已婚者。丈夫赤瀨川友彥年紀比她小，是早坂社長的妻子的外甥，在出租金庫同好會認識（在特別1結婚，FINAL第8回登場）。FINAL第8回一度發生離婚危機，後來夫妻再度和好。由於第2季後半段戶田本身工作行程與拍攝工作衝突，戲份因此大幅減少，因此在FOREVER後設定懷孕9個月後，平安生下孩子。辭職後成為專職主婦，每天過著買賣股票及照顧女兒的忙碌生活。全劇髮型一直都是短捲髮（髮型一樣，但每季中都有微調。只有特別2是雙髻）。
年輕時曾經是偶像團體「狗狗俱樂部」的成員，藝名為德永桃子。
日向繪理（高橋由美子飾演）（香港有線電視配音：林巧曼；亞洲電視配音：龍德瓊）
在庶務二課坐在第4號（左中）的座位，算命師。進公司當初被分配到人事部，在製作公司職員名單的時候，她以名單上的職員名字來推測大家的命運及運勢。全公司內部為之恐慌，被看不過去的人事部長降職到庶務二課。沉默寡言陰暗的個性。晚上在丸之內擺攤算命為副業，藝名「克莉絲汀·日向」算命師。屢次用預言救了庶務二課。但是接連過度預言消耗相當的體力。口頭禪「這就是你的命運」「應該要遵從命運」。（因為高橋在FINAL後半及FOREVER工作行程也衝突了，表演戲份也很少）。辭職後持續在路邊占卦業，並且繼續撰寫占卜未來日記。全劇中髮型變化為中短髮（第一季～特別篇2）→中長髮（第二季～FOREVER、FINAL之後開始使用髮箍）。第二季開始的中長髮與佳奈相似。
井上洸一（森本雷歐飾演，香港有線電視配音：葉偉麟→陳冠宏；香港亞洲電視配音：陸頌愚）
庶務二課的課長。無特長、個性老實沒有存在感的人，與佐和子個性類似，都是和平主義者，基本上在庶務二課也沒有指揮的餘地（庶務二課的工作都由坪井/德永指揮），不過一旦面臨被辭退的危機時課員們往往仍會出手力保他留下。唯一堅持的8點準時上下班打卡、被稱為「8點男」，在庶務二課的辦公室養貓（瞞著公司，曾經被人事室發現並要求丟掉，但因為家裡也不允許養貓，因此又帶回來偷偷養）。已婚、有一個女兒(第二季第11集曾登場)，在家裡也沒有存在感。曾因要當公司倒閉人頭而短暫昇至分社長，其中一集（特別篇第2集）被開除，不過在庶務二課成員的幫助下復職，在FOREVER末尾屆齡退休。在第四季「庶務二課2013」中，再次被雇用為警衛，並擔任第四季全劇旁白。

##### 第四季
第四季的角色為全新登場的人物，座位編排亦與之前的有所改動。
三波圓（緯來日本台將名字譯為「圓香」）（Becky飾演，香港有線電視配音：鄧潔麗）
精通網路的頭腦派女職員。隨身攜帶筆電，重度網路愛好者，已經到了「人生中不能沒有Wi-fi訊號」的地步。本來因為被調到庶務二課想要辭職，但因為辦公室內有收訊良好的Wi-fi系統而決定留下來。座位在左下（5號），桌上有大螢幕的桌上型電腦。
圓山詩織（本田翼飾演，香港有線電視配音：王夢華）
前跳高選手。滿帆商事因為看好她能進軍奧林匹克運動會，而延攬她進公司，但詩織負傷引退，連帶造成滿帆田徑隊被廢，因此被調往庶務二課。原本被安插在業務部，但實際上平常都在田徑隊練習，沒有實際的業務能力，因此業務部的同事都當她不存在。本來也有辭職意願，最後決定繼續努力工作而留下來。座位在右下（最後一名），也就是庶務二課最沒有男人緣的位置。後來為了大家想請特休而接下了沒有人願意擔任的代理課長職務。
安倍麗子（安藤櫻飾演）
擅長風水的女性職員。原本在廣報課，因為在社內報紙上寫滿預言，而且預言幾乎成真，造成社內瀰漫著一股緊張氣息，因而被調到庶務二課。本來因為被調到庶務二課想要辭職，最後留了下來。座位在右中（4號）。
小島美鈴（森寬和飾演，緯來日本台譯為「森歡奈」，香港有線電視配音：鄭家蕙）
魔性系女孩。原本在秘書室，因為跟許多部門的職員談戀愛，造成職員之間衝突不斷，被公司調到庶務二課。本來因為被調到庶務二課想要辭職，最後留了下來。座位在左前（1號），也就是千夏宣稱最有男人緣才能坐的位置（該位置在第一季－FOREVER間卻僅屬第2號座位）。
福田益代（堀內敬子飾演）
健康系宅女。原本在營業部，因為任意向顧客推銷保健產品，常在上班的時候做體操，被調到庶務二課。本來因為被調到庶務二課想要辭職，最後留了下來。座位在左中（3號），桌上有很多健康器材。

#### 秘書課
千夏的對手杉田美園所屬的部門。與庶務二課不同的是，這裡只有四個人。曾經有一度（第2季第6集），人事部將千夏調過來當了一個禮拜的秘書，美園則代替千夏調往庶務二課（FINAL最後一集，千夏曾一度在秘書課，美園則維持也在秘書課的職位）。FINAL時，除美園之外，其他的成員都因先後引退而換了。
第1季－FOREVER
杉田美園（戶田菜穗飾演 香港有線電視配音：劉惠雲；亞洲電視配音：程文意）
千夏的對手，秘書課的領導者。也是秘書課中最資深的成員。FOREVER篇結尾成功釣上總資產50億的金龜婿並結婚離職。
主張「女人的價值決定於男人的總資產」。
第1季－第2季
水落聰美（北原一咲飾演）
吉田瞳（田邊綾子飾演）
香川茜（小林瑞貴飾演）
上述三名為秘書課的成員，跟庶務二課的梅與佐和子同期進入公司。FINAL以後不再登場，並沒有提及被調往其他部門，或結婚離職。
FINAL - FOREVER
島倉若菜（北川弘美飾演）
中山皐月（星野有香飾演）
上村麗香（瀧澤沙織飾演；由於瀧澤在FOREVER工作行程與拍攝工作衝突，因此沒有表演戲份）
上述三名為代替水落、吉田及香川登場的新秘書課成員。美園結婚離職後，繼續留在秘書課。

#### 警備課
主要負責公司安全維護、保護重要幹部及貴賓。神谷因為受到庶務二課的幫助，所以相當尊敬庶務二課，也常常提供庶務二課不同的協助。
神谷真太郎（澤村一樹飾演）（香港有線電視配音：黎家希）
第2季起登場，大學專攻經濟學，進公司當初被分配海外事業部。製作公司內部合理化管理的企劃，因被人事部過度濫用，企劃宣告失敗。公司部分職員了解情況後，依照自己的意願調到警備課。FINAL第9回被海外事業部召回，最後如願再次調回警備課。非常尊敬庶務二課的成員。山形縣出身，興奮的時候會說山形方言。

#### 高階主管
以早坂光宗為首，負責經營滿帆商事的幹部群。而且因為與佳奈的情人關係，又有「宮下兄弟」的別名。相當信賴拯救滿帆商事危機的庶務二課成員以及右京。在FINAL第一集裁員失敗，早坂社長卸任。FINAL第二集由前川進接任社長，同時將滿帆商事賣給外資企業 ，將公司更名為「George&Smith 滿帆公司」。
第一季－FOREVER
早坂光宗（久保晶飾演，香港亞洲電視配音：馮志輝）
滿帆商事株式會社社長。接掌父親創建的公司，沒什麼領導能力、常常會被其他企業收購及經常要向銀行貸款。
宮下佳奈的情人之一。因父親有很多情婦，因此有個10歲的弟弟。
川崎専務（山崎滿飾演，香港有線電視配音：譚漢華）
滿帆商事専務董事。宮下佳奈的情人之一。
鹿島安義（須永慶飾演）
滿帆商事常務董事。宮下佳奈的情人之一。
FINAL－第四季
前川進（升毅飾演，香港有線電視配音：羅偉亮）
FINAL第2集起登場，滿帆商事被併購後改名為「George&Smith 滿帆公司」， 簡稱「G&S 滿帆公司」後就任的新社長，個性嚴格精明，但私底下是個媽寶。
第四季「庶務二課2013」公司名稱改回滿帆商事株式會社後仍繼續擔任社長，是千夏以外唯一一個延續自舊系列的常駐角色。
第四季
専務（兒玉賴信飾演）
常務（平河知宏飾演）

#### 人事部
策畫「擊潰庶務二課」的部門（但策畫者大體上只有部長與兩名課長）。常常為了節省人事費用，處心積慮要廢止庶務二課，並且出謀劃策要讓庶務二課解體。而庶務二課常常可以化解危機，害他們失敗收場。FINAL第1集後因野野村課長赴任海外分公司，寺崎部長就將隸屬於海外事業部的岡野調派過來。
第1季－FOREVER
寺崎寅男（高橋克實飾演，香港有線電視配音：譚漢華；香港亞洲電視配音：黃志明）
人事部長。為了讓自己能夠順利升官，常常使計讓庶務二課解體，但從來沒有成功過，都是失敗收場。曾經離婚過一次且膝下無子（前妻在第二季第9集登場）。原隸屬於海外事業部，但因為與主管針鋒相對，自請調任人事部。與部下野野村都是本作中的喜劇角色。在第一季的名字叫「賢治」，特別篇第1集起改用「寅男」。
在第四季「庶務二課2013」第一集中以特別客串身分演出。
野野村課長（伊藤俊人飾演）（香港亞洲電視配音：曾秉輝）
人事部的課長，寺崎部長的肱骨之臣。與寺崎連成一氣，為了自己的仕途，密謀讓庶務二課解體。在第一季、第二季中登場。
FINAL中參加演出的伊藤在開拍前驟逝，劇中趕緊改編其情節為赴任海外（FINAL第1集旁白曾提及）。取而代之的是正名僕藏飾演的岡野。在FOREVER後也不再被提及。
第4季
聽從過去曾在滿帆商事工作的寺崎寅男的建議，為了裁員而將公司職員調往庶務二課，最後成功讓大量員工離職。但是包含坪井千夏在內的六人並未成功被解雇。
星野健二（安田顯飾演）
人事部長。
下落合耕一（鈴木浩介飾演）
人事部職員，常被寺崎叫錯名字。相對以前寺崎與野野村和岡野狼狽為奸的關係，對星野的傲慢言行抱持著些許的不信任感。

#### 海外事業部
菁英職員·右京友弘所屬的部門。這邊所有的職員都是菁英中的菁英。隨著劇情進展，人數常常有更動。另外，過去寺崎人事部長、第二季第1集的神谷（FINAL第9集一度離開）曾隸屬於這裡。
第1季－FOREVER
右京友弘（石黑賢飾演，香港有線電視配音：陳冠宏；香港亞洲電視配音：梁志達→黃志成）
大財團的貴公子，自信洋溢的超級菁英。是美園與佐和子等女性職員憧憬的理想情人。東京大學法學院、紐約市立大學研究中心畢業。東銀座出身。
與庶務二課一樣，常常拯救滿帆商事（滿帆公司）的危機，因此獲得上司早坂社長的信賴。前川社長接任之後剛開始不若以往受到重視，但逐漸也取得他的信賴。偶爾陷入危機時獲得庶務二課的幫助，後來也經常與庶務二課聯手解決困境。FOREVER結尾辭去滿帆商事的工作回去拯救陷入危機的右京財團，並與佐和子相約事情告一段落後回來接她。
第四季「庶務二課2013」第一集以照片方式出現，完結篇時以右京集團社長身分登場。
三田村英二（相島一之飾演， 香港有線電視配音：羅偉亮→譚漢華；香港亞洲電視配音：陳偉權）
對佳奈寄予感情的男人。不會忘記要慶祝佳奈的生日，也常常附和佳奈的意見，對佳奈以外的庶務二課成員則相當冷淡。其實工作上相當認真，是右京的前輩兼主管，常常與右京共事。
岡野玄藏（正名僕藏飾演）
工作能力很差，卻很會打保齡球的男人。FINAL第一集隨著野野村部長赴任海外而被調往人事部，成為寺崎部長的新一代肱骨之臣。性格也驟變，與野野村課長愈來愈像，代替野野村課長與寺崎部長共謀讓庶務二課解體。
圓谷平吉（市川勇飾演，香港有線電視配音：葉偉麟）
海外事業部部長。格外信任右京。因此，在右京發生危機時，自己也格外恐慌。
第1季－特別篇第2集
秋本讓（橋爪浩一飾演）
小堺啟介（衣笠友章飾演）
FINAL
中村誠（櫻庭博道飾演）
第4季
左門大介（三浦翔平飾演）
滿帆商事的帥哥員工，連四年榮獲女性員工票選的「最理想情人」第一名，詩織寄情的對象。有懼高症。
三次章治（小松和重飾演）
遠藤雄二（隈部洋平飾演）
增口秀樹（難波圭一飾演）
海外事業部部長。

#### 經營企劃室
第四季開始與千夏敵對的新部門，與海外事業部之間存在競爭關係，是合併滿帆商事的新公司「G&S公司」派遣的職員。
壇上美紀（片瀨那奈飾演）
經營企劃室室長。本來是千夏的部下，在千夏調往庶務二課後，被升格為室長。雖然經常對外宣稱很多約會，但實際上已經三年沒有對象，是一個家裡堆滿垃圾、假日都一個人喝酒吃飯的魚乾女。
三田茜（泉里香飾演）
柏木青葉（高田有紗飾演）
恩田柚子（東野佑美飾演）
上述三名為經營企劃室成員。美紀的跟班。

#### 公司職員
總機小姐（齊木由香、畑中映里佳［FINAL］／菅澤香雪、市成美雪〔第4季］飾演）
第4季
舞子（上地春奈飾演）
信（植木夏十飾演）
薰（田島有魅香飾演）
上述三名為滿帆商事的女性職員。

### 其他
路邊攤的老伯（赤星昇一郎飾演）
千夏等人常常光顧的路邊攤老闆。第一季第2集開始登場。FINAL第二集後，被辭退的早坂社長開始經營路邊攤，因為千夏不常光顧，老伯就不再出現了。
速水君（工藤阿須加飾演）
在第四季登場。白熊宅急便的帥哥送貨員。每天都會來庶務二課送貨，因此讓萌生退意的庶務二課成員全部都留下來了。

#### 第4季各集登場人物

##### 第1集
佐佐木（大高洋夫 飾演）
業務部長。詩織的前任上司。

##### 第2集
坂卷（真島秀和 飾演）
小圓大學時代的學長，美國麻省理工學院畢業的高材生。軟體系統工程師。

##### 第3集
三筋（入江雅人飾演）
三筋製作所社長。
池田綿十朗（古舘寛治飾演）
精神科醫師。

##### 第4集
錦山博之（高橋光臣飾演）
満帆商事資訊科技事業部課長。前川的外甥。
青柳亮大（前川泰之飾演）
「Give you & Give needs」社長。該公司負責交友網站「Matching Club」的營運。

##### 第5集
東山哲夫（清水厚男飾演）
營業部第1課職員。升任營業本部長的人選之一，因擅自竄改申請文件而被取消資格。
西川讓二（織田浩飾演）
營業部第2課職員。升任營業本部長的候補人選之一，因對女性職員性騷擾而被取消資格。
南田一喜（窪田圭志飾演）
營業部第2課職員。升任營業本部長的候補人選之一，因過度送禮而被取消資格。
北見一郎（工藤俊二飾演）
營業部第1課職員。之後升任為營業本部長。
五十嵐幸一（飯田基祐飾演）
總務部課長。

##### 第6集
梶山太一（大倉孝二飾演）
營業推廣部課長，因不擅長看場合得罪上級而曾一度被下放庶務二課，於該集末尾復職。曾在美國吃過連鎖店「康乃狄克漢堡（CONNECTICUT BURGER）」的漢堡，一直希望能替公司取得該品牌在日本的販售權。與下落合是同期進公司的同事。
寺内（小林隆飾演）
在滿帆商事大樓行竊的小偷。
史密斯（強生〔Don Johnson〕飾演）
美國漢堡連鎖店「康乃狄克漢堡」的負責人。

##### 第7集
越智泉（山下莉緒飾演）
因不想繼承家中的釀酒事業隻身來到東京，面試了108家企業卻接連碰壁的大學生。麗子的朋友。
四葉光聖（矢野聖人飾演）
滿帆商事的實習生，四葉銀行總經理的兒子。精通法語。
本宮里琴 （下宮里穗子飾演）
香山悟（井上尚飾演）
以上2人與四葉一樣都是滿帆商事實習生。
羅貝爾社長（吉爾〔Gilles B〕飾演）
法國食材供應商社長。該公司計畫承包滿帆商事員工餐廳的業務。

##### 第8集
浦川成美（佐藤江梨子飾演）
婚紗公司「奈良崎集團」的婚禮秘書。左門的前女友。
吉川部長（長谷川朝晴飾演）
「奈良崎集團」部長。

##### 第9集、完結篇
劍崎昴平（戶次重幸飾演）
資訊科技企業「Follow Wind Engine」的總經理。以洽談合作的名義來到滿帆商事，並主辦化裝舞會，實際上真正的目的是趁機將滿帆商事併吞為子公司。
古谷専務（矢柴俊博飾演）
「Follow Wind Engine」的董事。
大河原常務（佐藤祐基飾演）
「Follow Wind Engine」的董事。
哈西姆（龐克希〔PANDA BYOMKESH〕飾演）（完結篇）
住在印度的大富翁，對千夏一見鍾情。
班傑明（迪亞尼〔MANSOUR DIAGNE〕飾演）（完結篇）
哈西姆的部下。

## 播出日期、收視率

### 第一季（1998年）
- 日本播出日間：1998年4月15日～7月1日

主題曲：（那就再見吧）（主唱：SURFACE）
片尾曲：（率直）（主唱：IZAM with ASTRAL LOVE）
- 中國大陸播出日期：2009年6月7日－2009年6月14日（首播）

播出時間：CCTV8每晚海外劇場22:00－23:55
大陸播出為第一部的第1集－第12集（第6集某些鏡頭稍作刪減）
| 各集                                                         | 播出日        | 日文標題 | 中文標題                         | 編劇     | 導演     | 收視率 |
| ------------------------------------------------------------ | ------------- | -------- | -------------------------------- | -------- | -------- | ------ |
| 第1集                                                        | 1998年4月15日 |          | 女性的冷宮庶務二課               | 高橋留美 | 鈴木雅之 | 18.8%  |
| 第2集                                                        | 1998年4月22日 |          | 今夜的接待充滿愛意               | 橋本裕志 | 鈴木雅之 | 19.4%  |
| 第3集                                                        | 1998年4月29日 |          | 畫格子遊戲！？公司將重組         | 高橋留美 | 土方政人 | 21.4%  |
| 第4集                                                        | 1998年5月6日  |          | 充滿了愛的肝臟檢查               | 橋本裕志 | 平野真   | 18.8%  |
| 第5集                                                        | 1998年5月13日 |          | 懷孕了卻不知道父親是誰           | 高橋留美 | 土方政人 | 19.1%  |
| 第6集                                                        | 1998年5月20日 |          | 今晚的性愛派對大家得穿喪服       | 橋本裕志 | 平野真   | 19.1%  |
| 第7集                                                        | 1998年5月27日 |          | 像花一樣美麗的女職員要辭職了！！ | 高橋留美 | 土方政人 | 24.0%  |
| 第8集                                                        | 1998年6月3日  |          | 充滿衝勁的辦公室戀情             | 橋本裕志 | 平野真   | 18.4%  |
| 第9集                                                        | 1998年6月10日 |          | 女生要被錄用只能靠門路           | 高橋留美 | 土方政人 | 23.2%  |
| 第10集                                                       | 1998年6月17日 |          | 公司的未來全靠這次的相親         | 橋本裕志 | 德市敏之 | 23.0%  |
| 第11集                                                       | 1998年6月24日 |          | 打擊性騷擾的大反攻               | 高橋留美 | 平野真   | 24.7%  |
| 大結局                                                       | 1998年7月1日  |          | 真的要倒閉了！！                 | 高橋留美 | 土方政人 | 28.5%  |
| 平均收視率 21.8%（收視率由Video Research於日本關東地區統計） |               |          |                                  |          |          |        |

### 庶務二課特別篇第1集（1998年）
- 日本播放日期：1998年10月7日

播放時間：21:00－22:54
中國大陸播出時將此特別篇分成2集作為第一部的第13、14集
| 播出日期      | 日文標題 | 中文標題                                                                                                | 編劇     | 導演     | 收視率 |
| ------------- | -------- | --- | -------- | -------- | ------ |
| 1998年10月7日 |          | 員工旅行中締結成的情侶，得在一年內結婚!?庶務二課的敵人「滿帆妻子聯誼會」登場，一生一次的戀愛卻充滿變數… | 高橋留美 | 土方政人 | 24.6%  |

### 庶務二課特別篇第2集（新年電視劇特別版）（2000年）
- 日本播放日期：2000年1月2日

播放時間：21:04－23:30
收視率：20.1％（關東地區）
中國大陸將此特別篇分成三集作為第二部的第1、2、3集
| 播出日期     | 日文標題 | 中文標題 | 編劇     | 導演     | 收視率 |
| ------------ | -------- | --- | -------- | -------- | ------ |
| 2000年1月2日 |          | 2000年才剛開始，庶務二課卻面對負責重整公司的課長誘拐事件！！開運溫泉旅行變成企業暴政與低下階層女職員的戰爭…庶務二課即將復活！！ | 高橋留美 | 鈴木雅之 | 20.1%  |

### 第2季（2000年）
- 日本播出日期：2000年4月12日～6月28日

播出時間：星期三21:00～21:54。最終回21:00～22:14。
主題曲：《going my way》（主唱：SURFACE）
片尾曲：《ONE WAY DRIVE》（主唱：江角真紀子）
中國大陸播出時為第二部的第4集到第15集
| 各集                                                         | 播出日期      | 日文標題 | 中文標題                       | 編劇     | 導演     | 收視率 |
| ------------------------------------------------------------ | ------------- | -------- | ------------------------------ | -------- | -------- | ------ |
| 第1集                                                        | 2000年4月12日 |          |                                | 高橋留美 | 鈴木雅之 | 20.7%  |
| 第2集                                                        | 2000年4月19日 |          | 我來教你磨練男人的方法吧       | 橋本裕志 | 鈴木雅之 | 19.8%  |
| 第3集                                                        | 2000年4月26日 |          | 這個女人可能是殺手鐧           | 橋本裕志 | 土方政人 | 18.8%  |
| 第4集                                                        | 2000年5月3日  |          | 已婚女職員的戀愛魔力！？       | 高橋留美 | 土方政人 | 18.2%  |
| 第5集                                                        | 2000年5月10日 |          | （秘件）給辦公室戀情的一些忠告 | 橋本裕志 | 德市敏之 | 19.0%  |
| 第6集                                                        | 2000年5月17日 |          | 千夏要接任秘書！？             | 十川誠志 | 平野真   | 22.2%  |
| 第7集                                                        | 2000年5月24日 |          | 公司要大瘦身！？               | 十川誠志 | 土方政人 | 20.3%  |
| 第8集                                                        | 2000年5月31日 |          | 千夏真的抓狂了！！             | 福島三郎 | 平野真   | 19.4%  |
| 第9集                                                        | 2000年6月7日  |          | 敢於說不的公司員工             | 橋本裕志 | 鈴木雅之 | 20.6%  |
| 第10集                                                       | 2000年6月14日 |          | 表現不佳的女職員的辭職之日     | 十川誠志 | 土方政人 | 19.5%  |
| 第11集                                                       | 2000年6月21日 |          | 得在休假日出勤一切都是命！？   | 福島三郎 | 平野真   | 20.7%  |
| 大結局                                                       | 2000年6月28日 |          | 親愛的同事們，再見了！？       | 橋本裕志 | 鈴木雅之 | 24.3%  |
| 平均收視率 20.4%（收視率由Video Research於日本關東地區統計） |               |          |                                |          |          |        |

### 第3季（2002年、完結篇）
- 日本播出日期：2002年7月3日－9月18日

播出時間：星期三21:00－21:54。第一集·大結局延長15分鐘21:00－22:09。
主題曲：《ISM》（主唱：WISH*）
片尾曲：《太陽不沉落》（主唱：THE ALFEE）
| 各集                                                         | 播出日期      | 日文標題 | 中文標題                           | 編劇     | 導演     | 收視率 |
| ------------------------------------------------------------ | ------------- | -------- | ---------------------------------- | -------- | -------- | ------ |
| 第1集                                                        | 2002年7月3日  |          | 千夏要辭職了！？                   | 橋本裕志 | 鈴木雅之 | 23.1%  |
| 第2集                                                        | 2002年7月10日 |          | 新社長是金龜婿！？                 | 橋本裕志 | 鈴木雅之 | 19.0%  |
| 第3集                                                        | 2002年7月17日 |          | 那個女孩相當用心                   | 十川誠志 | 村上正典 | 18.7%  |
| 第4集                                                        | 2002年7月24日 |          | 夢想中的男人成為小梅的初戀         | 成田良美 | 平野真   | 15.1%  |
| 第5集                                                        | 2002年7月31日 |          | 內幕不單純的滿帆的保齡球賽！？     | 橋本裕志 | 平野真   | 15.6%  |
| 第6集                                                        | 2002年8月7日  |          | 挑戰丸之內歌唱比賽！？             | 橋本裕志 | 村上正典 | 14.1%  |
| 第7集                                                        | 2002年8月14日 |          | 這次是美園要辭職！？               | 十川誠志 | 土方政人 | 17.2%  |
| 第8集                                                        | 2002年8月21日 |          | 美容保養與佳偶夫婦                 | 成田良美 | 平野真   | 15.1%  |
| 第9集                                                        | 2002年8月28日 |          | 超愛推理的女職員                   | 橋本裕志 | 村上正典 | 14.3%  |
| 第10集                                                       | 2002年9月4日  |          | 女人的價值取決於交往過的男人有多少 | 福島三郎 | 德市敏之 | 14.9%  |
| 第11集                                                       | 2002年9月11日 |          | 理想單身男的大失態                 | 成田良美 | 村上正典 | 11.6%  |
| 大結局                                                       | 2002年9月18日 |          | 庶務二課解散！！                   | 橋本裕志 | 土方政人 | 16.5%  |
| 平均收視率 16.4%（收視率由Video Research於日本關東地區統計） |               |          |                                    |          |          |        |

### 庶務二課特別篇第3集「庶務二課FOREVER」（2003年）
- 日本播出日期：2003年1月1日

播出時間：21:04－23:30
另外，在本集播出後的一月底，江角真紀子受訪時即宣布已與本系列導演平野真完婚。
| 播出日期     | 日文標題 | 中文標題                                                                          | 編劇     | 導演     | 收事率 |
| ------------ | -------- | --------------------------------------------------------------------------------- | -------- | -------- | ------ |
| 2003年1月1日 |          | 今晚是完結篇－迎面而來，讓千夏走投無路的危機 庶務二課以女性的自尊為賭注的最後任務 | 橋本裕志 | 土方政人 | 14.2%  |

### 第4季（2013年）
- 日本播出日期：2013年7月10日－9月18日[4]
- 播出時間：每周三22:00－22:54。第一集·第二集延長15分鐘22:00－23:09。
- 宣傳口號為（男人，創造組織。女人，創造時代。）
- 主題曲：（粉紅色子彈）（主唱： Serena）

| 各集                                                         | 播出日期      | 日文標題 | 中文標題                                       | 編劇       | 導演     | 收視率 |
| ------------------------------------------------------------ | ------------- | -------- | ---------------------------------------------- | ---------- | -------- | ------ |
| 1                                                            | 2013年7月10日 |          | 復活！睽違10年的庶務二課最強女子坪井千夏回來了 | 丑尾健太郎 | 鈴木雅之 | 18.3%  |
| 2                                                            | 2013年7月17日 |          | 戀愛故事引發騷動，同事之間發生嫌隙             | 大浦光太   | 鈴木雅之 | 13.8%  |
| 3                                                            | 2013年7月24日 |          | 心理健檢！讓我們來解決你的煩惱                 | 大浦光太   | 小林義則 | 9.9%   |
| 4                                                            | 2013年8月7日  |          | 今晚是桌球聯誼會！時下草食族靠邊站             | 北川亞矢子 | 佐藤源太 | 11.7%  |
| 5                                                            | 2013年8月14日 |          | 發現私生子！若在公司賭錢就全部開除             | 丑尾健太郎 | 小林義則 | 9.3%   |
| 6                                                            | 2013年8月21日 |          | 不會看臉色的男人的失控行為                     | 森迅史     | 鈴木雅之 | 11.3%  |
| 7                                                            | 2013年8月28日 |          | 求職碰壁的新鮮人遇上急迫的公司危機             | 大浦光太   | 小林義則 | 8.8%   |
| 8                                                            | 2013年9月4日  |          | 痛哭...前女友出現，再見了～我的新娘夢          | 丑尾健太郎 | 佐藤源太 | 8.7%   |
| 9                                                            | 2013年9月11日 |          | 嫌疑犯是千夏？角色扮演事件引發的公司危機       | 森迅史     | 小林義則 | 8.9%   |
| 10                                                           | 2013年9月18日 |          | 再見了千夏...庶務二課該何去何從？              | 森迅史     | 鈴木雅之 | 7.8%   |
| 平均收視率 11.1%（收視率由Video Research於日本關東地區統計） |               |          |                                                |            |          |        |

## 惡搞
- 遮務二課：出於香港無綫電視於2002年播出的《香港鬆一鬆》以辦公室為題材的短劇

## 外部連結
- 第1季
  - ショムニ （页面存档备份，存于）－富士電視台隨選
  - 庶務二課 （页面存档备份，存于）－緯來日本台
  - 庶務二課－緯來綜合台
- 第2季
  - ショムニ （页面存档备份，存于）－富士電視台節目基本情報
  - ショムニ 2ndシーズン （页面存档备份，存于）－富士電視台隨選
  - 新庶務二課 （页面存档备份，存于）－緯來日本台
- 庶務二課 FINAL
  - ショムニ ファイナル （页面存档备份，存于）－富士電視台節目基本情報
  - ショムニ ファイナル （页面存档备份，存于）－富士電視台隨選
  - 庶務二課FINAL （页面存档备份，存于）－緯來日本台
- 庶務二課2013
  - ショムニ2013－富士電視台
  - 庶務二課2013 （页面存档备份，存于）－緯來日本台

## 節目的變遷
| 日本富士電視台網 週三晚間十點連續劇                        | 日本富士電視台網 週三晚間十點連續劇                 | 日本富士電視台網 週三晚間十點連續劇            |
| ---------------------------------------------------------- | --------------------------------------------------- | ---------------------------------------------- |
|                                                            | 庶務二課第一季 （1998.04.15 - 1998.07.01）          |                                                |
| 開闢時段                                                   | 我的辣妹好友 （1998.07.08 - 1998.09.23）            |                                                |
| 家族遊戲 （2013.04.17 - 2013.06.19）                       | 庶務二課2013（第四季） （2013.07.10 - 2013.09.18）  | Legal High（第二季） （2013.10.09 - 2013.12）  |
| 富士電視台 週三晚間十點                                    |                                                     |                                                |
| タモリのネタでNIGHTフィーバー! （1997.10.15 - 1998.03.18） | 庶務二課第一季 （1998.04.15 - 1998.07.01）          | 我的辣妹好友 （1998.07.08 - 1998.09.23）       |
| 富士電視台 晚間九點（水曜劇場）                            |                                                     |                                                |
| 蒙娜麗莎的微笑 （2000.01.12 - 2000.03.22）                 | 庶務二課（第二季） （2000.04.12 - 2000.06.28）      | 請給我愛 （2000.07.05 - 2000.09.20）           |
| 甜蜜婚禮俏佳人 （2002.04.10 - 2002.06.26）                 | 庶務二課FINAL（第三季） （2002.07.03 - 2002.09.18） | 天才柳澤教授的生活 （2002.10.16 - 2002.12.11） |

| 臺灣緯來日本台 週六晚間十點                           | 臺灣緯來日本台 週六晚間十點               | 臺灣緯來日本台 週六晚間十點                     |
| ----------------------------------------------------- | ----------------------------------------- | ----------------------------------------------- |
|                                                       | 庶務二課2013 （2013.07.20 - 2013.09.28）  |                                                 |
| 破案天才伽利略2013 （2013.04.20 - 2013.06.29）        | A.I.人工智慧男友 （2013.10.19 - 2013.12） |                                                 |
| 週一至五晚間10:00至12:00（10-12點一天一次撥最新兩集） |                                           |                                                 |
| 遲開的向日葵 （2013.09.23 - 2013.09.27）              | 庶務二課2013 （2013.09.30 - 2013.10.04）  | 半澤直樹 王牌銀行員 （2013.10.07 - 2013.10.18） |

| 香港 Now香港台 星期一至五 21:30-22:30           | 香港 Now香港台 星期一至五 21:30-22:30 | 香港 Now香港台 星期一至五 21:30-22:30 |
| ----------------------------------------------- | ------------------------------------- | ------------------------------------- |
|                                                 | 庶務二課 （2013.08.16 - 2013.09.02）  |                                       |
| 救命病棟24小時(第3季) （2013.08.02 - 2013.08.15） | （2013.09.03 - 2013.09.18）           |                                       |

| 香港 奇寶劇集台 星期六 22:00 - 23:00 11月16日 22:30 - 23:30 | 香港 奇寶劇集台 星期六 22:00 - 23:00 11月16日 22:30 - 23:30 | 香港 奇寶劇集台 星期六 22:00 - 23:00 11月16日 22:30 - 23:30 |
| ----------------------------------------------------------- | ----------------------------------------------------------- | ----------------------------------------------------------- |
|                                                             | 庶務二課IV （2013.11.09 - 2014.01.11）                      |                                                             |
| 救急病棟24小時V （2013.08.31 - 2013.11.02）                   | 家族遊戲 （2014.01.18 - 2014.03.29）                        |                                                             |